# Celal Kıbrızlı
Celal Kıbrızlı (* 28. April 1950 in Giresun) ist ein türkischer Fußballtrainer.

## Trainerkarriere
Die Anfänge der Trainerkarriere von Kıbrızlı sind nicht vollständig dokumentiert. Als erste belegte Tätigkeit betreute er in der Saison 1987/88 den Drittligisten Hacettepe Yeni Camuzoğlu Diesen Verein, der sich in der Zwischenzeit in Keçiörengücü umbenannt hatte und in der 2. türkischen Liga spielte, betreute er auch ab November 1991.
Zur Saison 1996/97 übernahm er den Zweitligisten Ankara Şekerspor und stieg mit dieser Mannschaft zum Saisonende als Dritter der TFF 1. Lig in die höchste türkische Spielklasse, in die Süper Lig, auf. Er trainierte im Anschluss den Verein auch in der Süper Lig und verpasste zum Saisonende den Klassenerhalt. Nach dem Abstieg Şekerspors verließ er den Verein.
Die nachfolgenden Jahre trainierte er mehrere Vereine der TFF 2. Lig und der TFF 1. Lig, schwerpunktmäßig aus dem Raum Ankara.
Im Sommer 2012 übernahm er den Drittligisten Kızılcahamamspor.

## Erfolge
Ankara Şekerspor
- Play-off-Sieger der TFF 1. Lig und Aufstieg in die Süper Lig: 1996/97